# Megacalanus sarsi
Megacalanus sarsi is een eenoogkreeftjessoort uit de familie van de Megacalanidae. De wetenschappelijke naam van de soort is voor het eerst geldig gepubliceerd in 1939 door Farran.